# CPI Motor Company

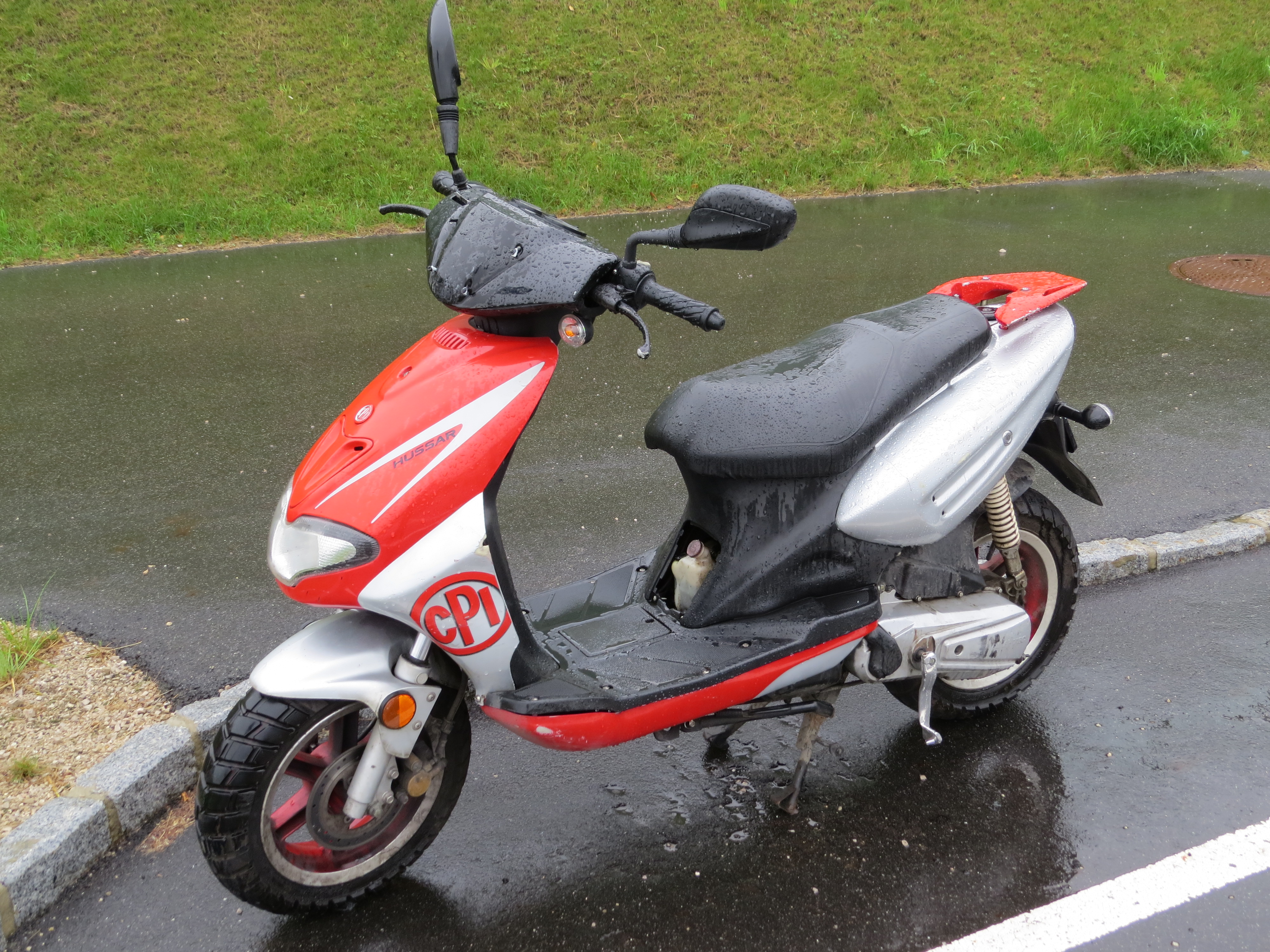
CPI Hussar (2017)

CPI Motor Company (CPI = Collaboration Professional Innovation)  är ett taiwanesiskt företag (grundat 1991) som tillverkar mopeder, ATV och on/offroad-maskiner.
De modeller som CPI nu erbjuder är:
- Formula R
- GTR
- Aragon Club
- Aragon Basic
- Aragon GP
- Sm (Minarelli AM6 motor kopia)
- Sx (Minarelli AM6 motor kopia)

Äldre modeller:
- Popcorn
- Hussar
- Oliver

Samtliga av de gamla modellerna har en kopia av Minarellis horisontella variomatikmotor på 50ccm.